# وليام هنري دوق غلوستر وأدنبرة
الأمير ويليام، دوق غلوستر وادنبره (بالإنجليزية: Prince William Henry, Duke of Gloucester and Edinburgh) (25 نوفمبر 1743 - 25 أغسطس 1805) كان حفيد الملك جورج الثاني ملك بريطانيا العظمى والأخ الأصغر للملك جورج الثالث ملك المملكة المتحدة من زوجته الأميرة أوغستا ساكس غوتا.

## عن حياته
ولد الأمير وليام على 25 نوفمبر 1743، في ليستر البيت، وستمنستر، إنجلترا وكان حفيد الملك جورج الثاني ملك بريطانيا العظمى والأخ الأصغر للملك جورج الثالث ملك المملكة المتحدة من زوجته الأميرة أوغستا ساكس غوتا.

## وفاته
توفي الأمير وليام في 25 أغسطس 1805 في غلوستر البيت، وستمنستر في إنجلترا عن عمر يناهز 61 سنة.